# Combiné nordique aux Jeux olympiques de 1948
Pour des articles plus généraux, voir Combiné nordique aux Jeux olympiques et Jeux olympiques d'hiver de 1948.
Navigation
Garmisch-Partenkirchen 1936 Oslo 1952
Le combiné nordique aux Jeux olympiques d'hiver de 1948 s'est déroulé à Saint-Moritz, en Suisse. Le ski de fond a eu lieu le 31 janvier et le saut à ski a eu lieu le 1er février. Douze mille spectateurs ont assisté à l'épreuve de saut du combiné.

## Site

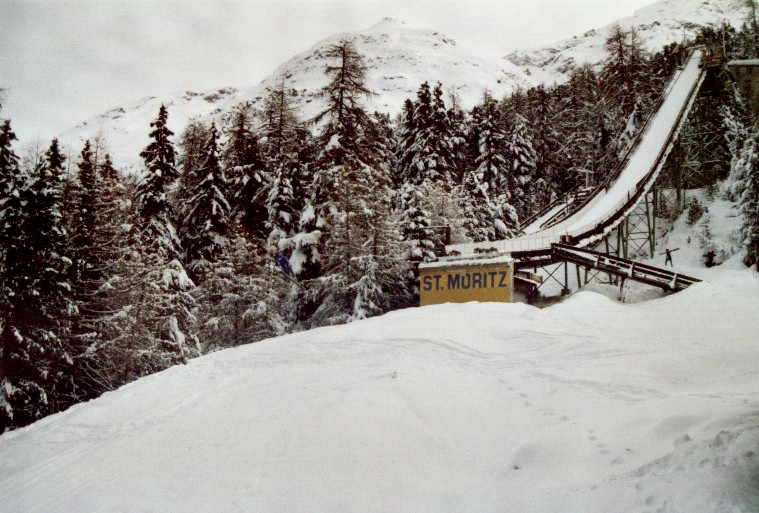
L'Olympiaschanze en 2002

Le tremplin a également été utilisé lors des Jeux olympiques d'hiver de 1928.

## Participants
39 athlètes de treize nationalités différentes ont participé à cette épreuve.
| - Autriche (4) - Bulgarie (1) - Canada (1) - Finlande (4) - France (2) - Italie (3) - Norvège (4) |  | - Pologne (4) - Suisse (4) - Suède (3) - Tchécoslovaquie (4) - USA (4) - Yougoslavie (1) |

## Podium
| Épreuves          | Or                | Argent               | Bronze                |
| ----------------- | ----------------- | -------------------- | --------------------- |
| Individuel hommes | Heikki Hasu (FIN) | Martti Huhtala (FIN) | Sven Israelsson (SWE) |

## Bilan de la compétition
Dans la course de ski de fond, le Suédois Sven Israelsson qui est un des favoris s'élance trente secondes derrière le Suisse Niklaus Stump. Celui-ci rattrape puis double le Suisse qui s'accroche et qui termine avec un temps proche du Suédois. La course de ski de fond (commune avec la course du combiné) est dominée par les Suédois et par les Finlandais.
La victoire d'Heikki Hasu est perçue comme une surprise.

## Classement
| Rang | Nom                           | Pays            | Ski de fond     | Ski de fond | Ski de fond | Saut à ski | Saut à ski | Saut à ski | Saut à ski | Saut à ski | Total  |
| Rang | Nom                           | Pays            | Temps           | Points      | Rang        | Saut 1     | Saut 2     | Saut 3     | Total      | Rang       | Total  |
| ---- | ----------------------------- | --------------- | --------------- | ----------- | ----------- | ---------- | ---------- | ---------- | ---------- | ---------- | ------ |
| 1    | Heikki Hasu                   | Finlande        | 1 h 16 min 43 s | 240,00      | 1           | 57,0       | 61,5       | 64,0       | 208,8      | 8          | 448,80 |
| 2    | Martti Huhtala                | Finlande        | 1 h 19 min 28 s | 224,15      | 2           | 62,0       | 61,0       | 61,5       | 209,5      | 6          | 433,65 |
| 3    | Sven Israelsson               | Suède           | 1 h 21 min 44 s | 211,50      | 4           | 67,5       | 66,0       | 67,0       | 221,9      | 1          | 433,40 |
| 4    | Niklaus Stump                 | Suisse          | 1 h 22 min 15 s | 208,50      | 7           | 65,5       | 63,5       | 60,0       | 213,0      | 5          | 421,50 |
| 5    | Olavi Sihvonen (en)           | Finlande        | 1 h 22 min 26 s | 207,00      | 8           | 60,0       | 65,0       | 60,0       | 209,2      | 7          | 416,20 |
| 6    | Eilert Dahl                   | Norvège         | 1 h 22 min 52 s | 205,50      | 10          | 62,0       | 62,5       | 63,0       | 208,8      | 8          | 414,30 |
| 7    | Pauli Salonen (en)            | Finlande        | 1 h 22 min 28 s | 207,00      | 9           | 63,0       | 62,0       | 60,5       | 206,3      | 10         | 413,30 |
| 8    | Olaf Dufseth                  | Norvège         | 1 h 21 min 50 s | 211,50      | 5           | 61,0       | 59,0       | 61,0       | 201,1      | 16         | 412,60 |
| 9    | Erik Elmsäter                 | Suède           | 1 h 22 min 12 s | 208,95      | 6           | 56,0       | 61,5       | 58,0       | 202,0      | 15         | 410,95 |
| 10   | Clas Haraldsson               | Suède           | 1 h 24 min 21 s | 197,35      | 15          | 63,5       | 66,0       | 66,0       | 213,4      | 4          | 410,75 |
| 11   | Olav Odden                    | Norvège         | 1 h 21 min 35 s | 212,25      | 3           | 59,0       | 53,5       | 55,5       | 196,9      | 19         | 409,15 |
| 12   | Kåre Østerdal (en)            | Norvège         | 1 h 24 min 20 s | 198,00      | 14          | 55,0       | 62,0       | 61,0       | 206,2      | 11         | 404,20 |
| 13   | Alfons Supersaxo (en)         | Suisse          | 1 h 24 min 29 s | 196,50      | 16          | 63,0       | 57,0       | 61,5       | 203,9      | 13         | 400,40 |
| 14   | Alfredo Prucker               | Italie          | 1 h 23 min 26 s | 202,50      | 11          | 51,0       | 59,5       | 56,0       | 191,5      | 22         | 394,00 |
| 15   | Rizzieri Rodeghiero (en)      | Italie          | 1 h 24 min 12 s | 198,00      | 13          | 57,0       | 58,0       | 56,0       | 190,8      | 23         | 388,80 |
| 16   | Josl Gstrein                  | Autriche        | 1 h 25 min 04 s | 193,50      | 17          | 63,5       | 61,0       | 59,5       | 188,2      | 25         | 381,70 |
| 17   | Theo Allenbach                | Suisse          | 1 h 23 min 54 s | 199,50      | 12          | 52,5       | 52,0       | 50,0       | 176,6      | 32         | 376,10 |
| 18   | Gottlieb Perren (de)          | Suisse          | 1 h 26 min 27 s | 186,00      | 20          | 56,0       | 57,5       | 56,5       | 187,8      | 26         | 373,80 |
| 19   | René Jeandel (en)             | France          | 1 h 25 min 57 s | 189,00      | 19          | 52,0       | 54,0       | 56,5       | 182,1      | 28         | 371,10 |
| 20   | Stefan Dziedzic               | Pologne         | 1 h 25 min 33 s | 190,50      | 18          | 52,0       | 54,5       | 52,0       | 177,1      | 31         | 367,60 |
| 21   | Karl Martitsch                | Autriche        | 1 h 31 min 19 s | 162,00      | 27          | 59,0       | 60,0       | 61,0       | 198,2      | 17         | 360,20 |
| 22   | Józef Daniel Krzeptowski (pl) | Pologne         | 1 h 31 min 05 s | 162,00      | 26          | 58,0       | 57,0       | 60,5       | 197,8      | 18         | 359,80 |
| 23   | Hubert Hammerschmied          | Autriche        | 1 h 32 min 47 s | 154,50      | 30          | 58,5       | 62,0       | 62,5       | 202,4      | 14         | 356,90 |
| 24   | Tone Razinger                 | Yougoslavie     | 1 h 28 min 24 s | 176,25      | 23          | 53,5       | 51,5       | 55,5       | 176,2      | 33         | 352,45 |
| 25   | Tadeusz Kwapień (en)          | Pologne         | 1 h 27 min 55 s | 178,50      | 21          | 47,0       | 52,5       | 51,0       | 173,7      | 34         | 352,20 |
| 26   | Corey Engen                   | États-Unis      | 1 h 37 min 24 s | 132,00      | 34          | 65,5       | 59,0       | 64,0       | 214,8      | 3          | 346,80 |
| 27   | Don Johnson                   | États-Unis      | 1 h 32 min 03 s | 157,50      | 28          | 57,0       | 56,5       | 59,0       | 187,6      | 27         | 345,10 |
| 28   | Alberto Tassotti              | Italie          | 1 h 28 min 16 s | 177,00      | 22          | 46,5       | 52,0       | 42,0       | 165,1      | 36         | 342,10 |
| 29   | Gordy Wren                    | États-Unis      | 1 h 40 min 12 s | 120,00      | 36          | 66,5       | 68,5       | 66,0       | 220,2      | 2          | 340,20 |
| 30   | Walter Jeandel                | France          | 1 h 34 min 19 s | 147,00      | 31          | 60,5       | 59,0       | 59,5       | 192,6      | 21         | 339,60 |
| 31   | Jaroslav Kadavý               | Tchécoslovaquie | 1 h 32 min 17 s | 157,50      | 29          | 51,5       | 55,0       | 55,5       | 181,1      | 29         | 338,60 |
| 32   | Bohumil Kosour                | Tchécoslovaquie | 1 h 29 min 37 s | 169,50      | 24          | 44,5       | 47,5       | 48,5       | 159,0      | 37         | 328,50 |
| 33   | Ralph J. Townshend            | États-Unis      | 1 h 37 min 12 s | 138,00      | 33          | 54,5       | 61,0       | 58,0       | 188,7      | 24         | 326,70 |
| 34   | Leopold Tajner                | Pologne         | 1 h 38 min 45 s | 126,00      | 35          | 61,5       | 58,0       | 55,0       | 195,5      | 20         | 321,50 |
| 35   | Jaroslav Lukeš                | Tchécoslovaquie | 1 h 41 min 00 s | 115,50      | 37          | 63,5       | 62,0       | 65,0       | 205,4      | 12         | 320,90 |
| 36   | František Šimůnek             | Tchécoslovaquie | 1 h 35 min 21 s | 142,50      | 32          | 51,0       | 50,0       | 52,0       | 169,8      | 35         | 312,30 |
| 37   | Bill Irwin (en)               | Canada          | 1 h 44 min 43 s | 99,00       | 39          | 51,0       | 51,0       | 51,5       | 181,0      | 30         | 280,00 |
| 38   | Nikola Delev                  | Bulgarie        | 1 h 43 min 29 s | 105,00      | 38          | 42,0       | 45,0       | 48,0       | 157,1      | 38         | 262,10 |
| -    | Paul Haslwanter               | Autriche        | 1 h 31 min 00 s | 163,50      | 25          | -          | -          | -          | DNS        | -          | -      |

## Tableau des médailles
| Position | Pays     |   |   |   | Total |
| -------- | -------- | - | - | - | ----- |
| 1        | Finlande | 1 | 1 | 0 | 2     |
| 2        | Suède    | 0 | 0 | 1 | 1     |
| Total    | Total    | 1 | 1 | 1 | 3     |